# おにでか!
『おにでか！』は、矢寺圭太による日本のSF漫画作品。『月刊ヒーローズ』のpixivコミック限定作品として、2015年12月2日から2018年5月17日まで連載。宇宙から飛来した謎の知的生命体によって巨大化能力を手に入れた主人公・鬼龍院花生と次々に現れる怪獣や巨大娘たちとのバトルを描く。

## 作風
作者の矢寺は本作の連載開始以前に『月刊ヒーローズ』で普通の女子高生だった満島ひかるが巨大化し、襲来する怪獣と渋々ながら闘う『大彼女』を連作読み切りとして発表していた。ただし、本作は『大彼女』の基本的なプロットを踏襲しつつも主人公の花生は『大彼女』のひかると対照的に攻撃的な性格であり、また主人公以外にも巨大化能力を手に入れた少女が登場する点が大きく異なっている。

## あらすじ
神奈川県藤沢市に住む女子高生の鬼龍院花生はやや不良気味ながらその美貌は校内の評判で、男子から頻繁に告白されていたが本人は全く恋愛に興味が無く、花生と普通に話せる男子は近所に住む幼馴染みでパシリを買って出ている渡辺武蔵ただ1人だった。
花生のパシリを続けることに嫌気が差した武蔵は、花生に対して「放課後に校舎裏の一本杉で話がある」と待ち合わせを約束する。2人きりで告白するのかと思いきや、武蔵が花生に対して発したのは「お前のこともう起こしにいかねえいから」と言う絶交宣言であった。花生がこの一言に逆上し、武蔵に対して「死ねッ！」と捨て台詞を浴びせた瞬間、空から強烈な光を放つ物体が一本杉を目がけて落下して来る。花生に対して絶交を宣言したばかりの武蔵は条件反射的に足がすくんで逃げ遅れた花生をかばって光体の直撃を受け、そのまま意識を失ってしまった。
その翌日、花生の身に異変が起こり、身体が少しずつ大きくなって行く。遂には校舎と同じぐらいの大きさになってしまった花生が状況に戸惑っていると、正体不明の怪獣が藤沢の市街を破壊しながら花生を襲撃して来たので否応なく闘わざるを得なくなり、激戦の末に怪獣を倒した。花生を巨大化させたのは宇宙エネルギー生命体・コスメスで、曰く一本杉の墜落事故に際して瀕死の重傷を負った武蔵の身体に寄生しながらその身体を修復しているが、それには長い時間とエネルギーが必要だと言う。花生が怪獣を撃退した顛末はテレビ中継で全国に知れ渡ったが、花生は武蔵の身体を借りた状態のコスメスから武蔵、そして地球に迫る危機を救うためにもっと多くの「ときめき」の力を集め「カオス」を倒し続けなければならないと命じられる。
こうして、巨大JK・鬼龍院花生とカオスによって怪獣化させられた少女たちとの壮絶な闘いが始まった。

## 登場人物
鬼龍院 花生（きりゅういん はなお）
神奈川県藤沢市に住む女子高生。やや不良気味で、性格は攻撃的。苦手なものは炭酸飲料。
校内では評判の美人だが幼馴染みでいつも「たけぞー」と呼んでいる渡辺武蔵以外の男子には全く興味が無い。武蔵が校舎裏の一本杉を目がけて落下して来た謎の光体から自分をかばって瀕死の重傷を負った事件が直接的契機となり「ときめき」の力で（着衣ごと）巨大化する能力を手に入れる。
渡辺 武蔵（わたなべ たけぞう）
花生の幼馴染みの少年で、現在も同じ学校に通っているがクラスは異なる（武蔵は1組で花生は2組）。幼稚園の頃から花生のわがままを聞いて育ち、理不尽な暴力を振るわれても反撃せず受け流すようにしているため喧嘩はそこそこ強い。謎の光体から花生をかばった際に瀕死の重傷を負い、宇宙エネルギー生命体のコスメスによって“生かされている”状態となった。花生が巨大化して闘う際は制服の左胸のポケットが定位置になっている。
コスメス
激しい光を放ちながら地球に落下した自称「宇宙エネルギー生命体」。その形状は「♀」を立体化したような姿をしている。落下時に武蔵が花生をかばって瀕死の重傷を負った事故のため、武蔵の身体に寄生して修復を試みているが完全な修復には時間がかかるとしている。花生に巨大化能力を授け、少女のネガティブな感情に反応して怪獣に変貌させる「カオス」の襲来から地球を救うため「ときめき」のパワーを集めるよう命じる。
山下（やました）
武蔵の同級生。花生に憧れている男子の1人で、花生が他の男子に目もくれない中で1人だけまともに相手をされている武蔵をやっかんでいる。
千頭（ちかみ）
モヒカン刈りにタラコ唇の上級生。登校時に花生へ強引に告白を迫るが拒否され、駆け付けた武蔵に投げ飛ばされた。
河原田（かわはらだ）
HRSテレビのレポーター。ヘリコプターで別件の取材をしていた際に藤沢市で発生した怪獣の襲撃へ居合わせ、その直後に巨大化した花生に「お嬢ちゃんは人類の敵か？ 味方か？」と質問を投げかける。この質問に戸惑っていた花生は成り行きで学校を襲撃して来た怪獣を撃退し、その一部始終が全国中継されたことからまたたく間に有名人となった。
果菜恵（かなえ）
秋葉原を拠点に活動する3人組の地下アイドルグループ・メイドーズのメンバー。オタク相手に愛嬌を振りまく日々に嫌気が差していた所で「カオス」によって巨大化能力を与えられ、花生に対して「日没までに秋葉原へ来い、さもなくば東京を壊滅させる」と宣戦布告を叩き付ける。
桃井 李（ももい すもも）
独立宣言を掲げ、東京へ宣戦布告した大阪の戦力として登場した。23歳。学生時代に兄の友人でお笑い芸人志望の青年に好意を寄せていたが、彼が事故死したショックで引きこもっていたところを「カオス」によって巨大化した。巨人となってからは、お笑い芸人のような言動をするようになり、破壊行為までも強引に笑いのネタにしながら東京へ進撃する。

## 作品紹介[4]
1.おにでか！（１）
作品紹介：「ときめきが、セカイを救う!!?」――鬼龍院花生は、俺たちの高校のアイドルだった。 だけど、俺にとって彼女は幼なじみで、ちょっと困った女だった……。 たけぞうと鬼龍院はご近所さんの幼なじみ。その関係は、恋愛コメディの古典で王道。 これから二人は互いの思いに気づきつつ……という大方の予想を裏切り、 女子高生 VS怪獣？？ からの、アキバで巨大メイドとバトル！！？ 島本和彦、よしもとよしとも、称賛。 予定調和をブッ壊す、予測不能トンデモ巨大アクション勃発！！
2.おにでか！（2）
作品紹介：「かわいいは正義……だろ？」 ある日学校に落ちてきた宇宙生命体のせいで、突如巨大化してしまった女子高生・鬼龍院花生は、そのせいで仮死状態にある幼なじみのたけぞーを救うべく、正体不明の“怪獣”と戦うことに。 からくも勝利を手にした鬼龍院だったが、同じ頃、東京・秋葉原には、巨大メイドが出現。 鬼龍院が日没までに自分のところに来なければ、アキバを、東京を破壊すると言う。 どうにかアキバにたどり着いた鬼龍院とたけぞーの前に立ちはだかったのは、 なんと、鬼龍院よりもひとまわりデカい不敵なメイドの姿だった。 予測不能トンデモ巨大アクション、「JK vs メイド」の壮絶バトルがいま始まる！！
3.おにでか！（３）
作品紹介：「ラブコメのラストって、なにが好き？」 宇宙生命体「コスメス」の影響で、突如巨大化した女子高生・鬼龍院花生は、 正体不明の“怪獣”、アキバに現れた“巨大メイド”と次々戦うハメになり、これを撃破。 一日の終わりを待たずして、日本を救う「ヒーロー」として世に知られる存在となった。 ほっとしたのもつかのま、アキバに出動した自衛隊は鬼龍院を拘束。 日本国は鬼龍院を、正体不明の巨人として脅威とみなす。 そんななか大阪府知事が中央政府の無能を憂い、「大阪は日本から独立する」と発言。 大阪にも出現した巨大女芸人を擁し、東京への進撃を宣言するのだった。 予測不能トンデモ巨大アクション、今度は「JK vs 女芸人」！？ 東京 vs 大阪の、超スケール代理戦争がはじまる！！！
4.おにでか！（4）
作品紹介：「気ィつけやあ。オンナは化けるでぇ」 宇宙生命体の影響で、突如巨大化した女子高生・鬼龍院花生は、大阪独立を宣言した大阪府知事・桃井と、その妹で、同じく巨大化したすももの暴挙を、内閣総理大臣の命を受け、阻止すべく対決。 東京 vs 大阪の代理戦争は、からくも鬼龍院に軍配が上がった。 これを受け、国家公認、まさに「国民的ヒーロー」となった鬼龍院は、中国・上海で開かれる国際平和会議に出席することに………。 いっぽう、鬼龍院とともに戦ってきた、たけぞーは、ひとり日常にかえされてしまい……。 ノンストップトンデモ巨大アクション、今度の舞台は中国・上海！？ はなればなれになった鬼龍院とたけぞー、それぞれの想いは、果たして海を越えるか。 急上昇するラブコメ度と同期して激化する、vs 中華的巨大双子娘スペクタクル・バトル！！
5.おにでか！（5）
作品紹介：「全世界!! あたしに注目!!」 宇宙生命体の影響で巨大化した女子高生・鬼龍院花生は、日本の危機を救い、「国民的ヒーロー」として国際平和会議に出席すべく、中国・上海へ。 そこで遭遇したのは、なんと双子の巨大姉妹だった！ 双子は「世界征服」をブチ上げ上海の街を破壊し、鬼龍院を挑発。見かねた鬼龍院は、国家間の政治的なハードルを飛び越え、応戦してしまう……。 一方、煮え切らないたけぞーは、鬼龍院にある想いを伝えるべく、上海へ。 その頃、中国政府はこの戦いを終息させるべく、市街戦にもかかわらず、巨大少女たちに向けて、ミサイルを放つが………!? 「変わりたい? 変わりたくない?」 揺れる想いと、加速するラブ＆バトルに、ますます目が離せない!!
6.おにでか！（6）
作品紹介：「あなたは、世界のアイドルになるの」 日本のヒーローとして国際平和会議に出席するため中国へ渡った巨大女子高生・鬼龍院花生は、 上海に現れた巨大双子・琥珀姉妹と市街戦を繰り広げる。 もつれる闘いに業を煮やした中国政府のミサイル弾に倒れたのは、なんと双子の姉・琥虎（ことら）だった。 姉にかばわれた妹・珀虎は手負いとなり鬼龍院に猛攻を仕掛けるが、鬼龍院はこれを撃破。 世界中にその魅力と存在を知らしめた鬼龍院と同時多発的に現れる世界各国の巨大少女たち。 いっぽう、日本から鬼龍院を追いかけてきたたけぞーは、想いがうまく通じ合わず、いいところなしで帰国させられてしまい……。 先へいく女の子に、置いていかれる男の子。 特大サイズの身体に不釣り合いなほどか細い想いが交差する、史上最大身長差ラブコメ、疾走！！
7.おにでか！（7）
作品紹介：「鬼龍院、起こしに来たぞ!!」世界各国に現れた巨大少女たちの対決は、各国の代理戦争の様相を呈し、やがて世界の平和は、アメリカのハンナ・ハンナと日本の鬼龍院花生、ふたりにゆだねられた。「アメリカという正義」の名のもとに世界はひとつになるべきだと言うハンナ・ハンナに対し、鬼龍院は、誰かが決めた正義は間違えることもある、と異を唱える。世界をその足で歩いて来た鬼龍院を後押しする、世界中の人々の声援にひるんだハンナ・ハンナは泣き出し、アメリカ合衆国大統領はこれを見て、絶対に押してはいけない核ミサイルのスイッチを押してしまう。世界の命運を握った鬼龍院がくだす決断は、果たして……。いっぽう、心も身体もおいてけぼりのたけぞーに、道は拓けるのか?君と僕の、第三次世界大戦的恋愛革命ストーリー、これにて完結!!

## 用語
カオス
少女のネガティブな感情に反応して巨大化能力を与える宇宙エネルギー生命体。コスメスとは敵対関係にある模様。原形のまま巨大化させるパターンと原形を留めず怪獣のような姿に変貌させるパターンがあり、後者は敗北によって爆散すると元の姿に戻る。
ときめきの力
コスメスが花生に授けた巨大化能力のエネルギー源。能力者自身の内発的なものと能力者に対して人々が与える外発的なものの2種類がある。前者は（自覚の有無に関わらず）恋愛感情に反応して発動し、花生の場合は苦手な炭酸飲料のことを考えるなど「ときめいていない状態」になると身体が縮小して通常の大きさに戻る。

## 書誌情報
- 矢寺圭太 『おにでか！』 ヒーローズ〈ヒーローズコミックス〉、全7巻
  1. 2016年7月31日初版発行（7月5日発売[5]）、ISBN 978-4-06-395556-9
  2. 2016年10月5日発売、ISBN 978-4-86468-476-7
  3. 2017年3月4日発売、ISBN 978-4-86468-492-7
  4. 2017年7月5日発売、ISBN 978-4-86468-508-5
  5. 2017年11月4日発売、ISBN 978-4-86468-524-5
  6. 2018年4月5日発売、ISBN 978-4-86468-556-6
  7. 2019年2月5日発売、ISBN 978-4-86468-571-9